# Hassanpur
Hassanpur är en ort i Indien.   Den ligger i delstaten Haryana, i den norra delen av landet, 80 km söder om huvudstaden New Delhi. Hassanpur ligger 194 meter över havet och antalet invånare är 9 906.